# Goryphus distinctus
Goryphus distinctus är en stekelart som beskrevs av Jonathan och Gupta 1973. Goryphus distinctus ingår i släktet Goryphus och familjen brokparasitsteklar. Inga underarter finns listade i Catalogue of Life.